# Телодерма гладенька
Телодерма гладенька (Theloderma licin) — вид земноводних з роду Theloderma родини Веслоногі.

## Опис
Загальна довжина досягає 2,7—3,1 см. Голова невелика, трохи сплощена. Шкіра тулуба гладенька з нечисленними маленькими горбиками і ледве помітними складками. Спинна поверхня лап вкрита численними дрібними білими пухирцями. Основний тон забарвлення спини коливається від палевого до коричневого. Темно-коричневі плями розташовуються з боків в основі лап, з боків голови (включаючи барабанну перетинку), невеликі цятки зазвичай мережею на передніх і задніх лапах. Горло коричневе з маленькими білими крапками, черево і внутрішні сторони лап — білі з малюнком з коричневих плям. Райдужина яскраво-червона.

## Спосіб життя
Полюбляє долинні дощові тропічні ліси. Веде виключно деревний спосіб життя. Зустрічається в заповнених водою дуплах дерев, у водоймах, що утворюються в зламаних стеблах бамбука, в різних викинутих людиною речах, де скупчується вода. Зустрічається на висоті до 400 м над рівнем моря. Живиться дрібними комахами.
Особливості парування та розмноження ще майже не вивчено.

## Розповсюдження
Мешкає на Малаккському півострові (південний Таїланд та Малайзія).